# Reed Howes
Reed Howes (5 de julio de 1900 – 6 de agosto de 1964) fue un modelo de nacionalidad estadounidense, posteriormente reconvertido en actor, tanto del cine mudo como del sonoro.

## Primeros años
Su nombre completo era Hermon Reed Howes, y nació en Washington D. C.. Sirvió en la Armada de los Estados Unidos hacia el final de la Primera Guerra Mundial y, tras la misma, Howes estudió y se graduó en la Universidad de Utah. Posteriormente cursó estudios en la Graduate School de la Universidad de Harvard, entrando después en el mundo del espectáculo actuando en el género del vodevil y en el teatro de repertorio.

## Arrow Collar Man
En los primneros años veinte Howes empezó a trabajar como modelo para la publicidad de camisas y cuellos desacoplables producidos por Cluett Peabody & Company. Howes fue uno de los varios hombres conocidos como The Arrow Collar Man (otros fueron  Neil Hamilton, Fredric March, Brian Donlevy, Jack Mulhall y, presuntamente, Ralph Forbes) que trabajaron como modelos de los anuncios de Cluett Peabody dibujados por el ilustrador Joseph Christian Leyendecker. 

## Estrellato en Hollywood
Howes empezó a hacer cine mudo en Hollywood en 1923. En esta etapa de su carrera, gracias a su apariencia física, pudo trabajar al lado de grandes actrices de la época como Marie Prevost, Clara Bow, Mildred Harris, Marjorie Daw, Viola Dana, Louise Fazenda y Virginia Brown Faire. Sin embargo, también trabajó en filmes de bajo presupuesto, junto a actrices de menor renombre, entre ellas Gladys Hulette, Ruth Dwyer, Carmelita Geraghty, Ethel Shannon y Alice Calhoun. 
Muchas de las películas mudas de Howes eran del estilo de las producciones románticas popularizadas por Wallace Reid. Gran parte de las mismas fueron producidas por Harry Joe Brown (que también dirigía) y estrenadas por la compañía Rayart. Muchas de las cintas las dirigió Al Rogell. Los estudios para los cuales Howes rodó filmes mudos fueron FBO, Warner Brothers, Fox, Paramount y Universal.

## Cine sonoro
Howes hizo su debut en el cine sonoro con la película de la Warner The Singing Fool, protagonizada por Al Jolson. Su último film mudo fue una producción de su colega Harry Joe Brown. En el cine sonoro Howes se dedicó más a la interpretación de personajes malvados, primero en títulos del género criminal y después en westerns, género con el que fue asociado durante el resto de su carrera.
Reed Howes falleció en 1964 en Woodland Hills (Los Ángeles), California. Fue enterrado en el Cementerio Nacional Fort Rosencrans de San Diego (California).

## Selección de su filmografía
- The Cyclone Rider (1924)
- Cyclone Cavalier (1925)
- Bobbed Hair (1925)
- Rough House Rosie (1927)
- The Singing Fool (1928)
- Hell Divers (1931)
- Heroes of the Saddle (1940)
- Covered Wagon Days (1940)
- Thundering Trails (1943)